# النظام (النازية)
كان «النظام» (بالألمانية: Das System) مصطلحًا مهينًا استخدمه الاشتراكيون الوطنيون للدلالة على ازدهار جمهورية فايمار، التي كان اسمها الرسمي الرايخ الألماني (Deutsches Reich) ومؤسساتها. في المنشورات والدعاية الاشتراكية الوطنية، استخدمت الكلمة في عدد من المركبات: على سبيل المثال، كانت الفترة من الثورة الألمانية 1918-1919 إلى وصول هتلر للسلطة في عام 1933 كانت تسمى «وقت النظام» (الألمانية: Systemzeit) وأطلق على المعارضين السياسيين للاشتراكيين الوطنيين من هذه الفترة اسم «أحزاب النظام» أو «سياسيو النظام» أو «مطبعي النظام». بعد عام 1933، تم اعتماد المصطلح بسرعة للاستخدام اليومي.
هناك عبارة اشتراكية وطنية أخرى تستخدم للإشارة إلى الجمهورية وسياسييها هي «مجرمو نوفمبر» أو «نظام مجرمي نوفمبر» (بالألمانية: نوفمبر فيربريشر)، في إشارة إلى الشهر الذي تأسست فيه الجمهورية. تم استخدام هذا المصطلح أيضًا من قبل مجموعات قومية أخرى.

## روابط خارجية
- اسقط النظام! كتيب الحملة لـ 1932 انتخابات الرايخستاغ
- ملصق الانتخابات: الألمان، أعط النظام إجابتك! التصويت لهتلر!